# Thorictus beninensis
Thorictus beninensis là một loài bọ cánh cứng trong họ Dermestidae. Loài này được Háva & Lackner miêu tả khoa học năm 2005.